# Lindsay (zangeres)
Lindsay De Bolle (Ninove, 11 augustus 1978), beter bekend als simpelweg Lindsay, is een Belgische zangeres.

## Levensloop

### Beginjaren
Lindsay is de zus van de Vlaamse zanger Christoff, die begin jaren negentig zijn zangcarrière startte. Lange tijd koesterde zij zelf geen muzikale ambities, maar trad tijdens optredens van haar broer wel vaak op als achtergrondzangeres. In 1993, toen zij 14 jaar oud was, werd Lindsay gevraagd om samen met Christoff een duet op te nemen: Liefde is meer dan een woord. Deze single stond één week op nummer 50 in de Vlaamse Ultratop 50 en betekende het eerste hitje voor zowel broer als zus. Er volgde nog een duet, Door regen en door wind, maar dit nummer haalde de hitlijsten niet.
Toen het succes van Christoff begon toe te nemen, hield Lindsay zich op de achtergrond steeds meer bezig met zijn carrière. Zo nam ze onder andere zijn boekhouding voor haar rekening. In de jaren die volgden, namen de twee regelmatig nog meer duetten op. De single We nemen elkaar zoals we zijn bereikte in 1996 de dertiende plaats in de Vlaamse Ultratop. In 1999 brachten Christoff en Lindsay met minder succes de single Ik geef je wat ik geven kan uit.

### Solocarrière
Hoewel zij jarenlang geen solocarrière ambieerde, tekende Lindsay in 2008 toch een platencontract. Zij was toen bijna dertig jaar oud en inmiddels veel meer zelfzeker. Haar eerste solosingle werd Van 's morgens vroeg tot 's avonds laat, een cover van een nummer van Jean Frankfurter waarvoor Christoff de Nederlandstalige vertaling schreef. De single werd een top 10-hit in de Ultratop en een nummer 1-hit in de Vlaamse top 10. Ook haar volgende singles waren vertalingen van buitenlandse nummers, al dan niet vertaald door haar broer. Met Kus me behaalde ze de twaalfde plaats in de Ultratop en Ik lig nog steeds van jou te dromen bereikte de tiende plaats.
In 2009 stond Lindsay voor het eerst op het Schlagerfestival in Hasselt, waar zij in de jaren nadien vaak terugkeerde. In augustus 2009 bracht ze haar eerste album uit: De mooiste dag. De cd bereikte vrijwel meteen de eerste plaats in de Vlaamse albumlijst en werd onderscheiden met een gouden plaat. Het album bevat onder andere twee duetten met Christoff en de single Zaterdagavond, dat ze opnam met Christoff, Dennie Christian en Mieke. Deze single (een vertaling van Ich komm' bald wieder van Cindy & Bert) werd een top 5-hit. 
Lindsays tweede album, getiteld 100%, verscheen in 2010. De eerste single hiervan werd Voor 100%, oorspronkelijk een lied van Helene Fischer dat door Christoff naar het Nederlands werd vertaald. Het werd een nummer 1-hit in de Vlaamse top 10. Als volgende single werd Deze nacht mag eeuwig duren uitgebracht, een samenwerking met The Sunsets. Voor dit nummer, eveneens een cover van Helene Fischer, werd de vertaling verzorgd door Sabien Tiels. De derde single van het album, Een bosje bloemen voor je moeder (origineel van Charlène) haalde de Ultratop niet.
Eind september 2011 kwam de single Als jij me kust (dan is het zomer) uit, als voorloper op het vlak daarna verschenen album De sleutel van mijn hart. De single leverde Lindsay slechts een bescheiden notering op in de Ultratop, maar werd in de Vlaamse top 10 haar vierde nummer 1-hit. Van het album, dat verder ook duetten bevat met André Hazes jr. en Glenn Medeiros, kwam Ik weet nog wat ik zei uit als tweede single. In 2012 vierde Lindsay haar vijfjarig artiestenjubileum met het verzamelalbum Het beste en meer - 5 zomers lang, met daarop ook vijf nieuwe liedjes. Drie daarvan verschenen op single: Ga met me mee (een vertaling van What's Up? van 4 Non Blondes), Op de scherven van mijn hart en Het kan geen toeval zijn. Het album kwam in de Vlaamse albumlijst binnen op de eerste plaats. In hetzelfde jaar ging ze aan de slag bij MENT TV, om samen met Herbert Verhaeghe De Vlaamse Top 10 en andere programma's te presenteren.
In 2013 bracht Lindsay de single Een liefde voor het leven uit, die geen hit werd. Ze probeerde ook door te breken in Nederland, maar zonder veel succes. In september 2013 scoorde ze in Vlaanderen een klein hitje met Kom in mijn armen, een duet met haar broer Christoff. Dit oorspronkelijk Duitstalige nummer van Andy Borg was in 1983 al eens een hit geweest voor Ciska Peters. In de lente van 2014 lanceerde Lindsay haar vijfde album, getiteld Liefde en muziek. Het werd, net als haar vorige albums, bekroond met een gouden plaat. Op de cd staan voornamelijk vertalingen van Duitstalige schlagers. De singles Dag en nacht (oorspronkelijk geschreven door Dieter Bohlen), Bella romantica (oorspronkelijk van Semino Rossi) en Over alle zeven zeeën (oorspronkelijk van Andrea Berg) bereikten allen de eerste plaats in de Vlaamse top 10. De vierde single, De kracht van mijn gevoel (oorspronkelijk van Helene Fischer), presteerde iets minder.
Als voorloper op Lindsays zesde album Dichtbij verscheen in 2015 de single Duizend en één nacht, een duet met Jan Smit. Smit leverde eveneens een bijdrage aan dit album als tekstschrijver en componist, net als onder andere Pierre Kartner, Chris Van Tongelen, Herbert Verhaeghe en Christoff. De uitgebrachte singles van dit album, waaronder ook Het mooiste meisje, Jij alleen en Tijd voor gezelligheid (een cover van Dennie Christian), werden geen hits. In 2017 volgde het album Liefde en vertrouwen, waarvan in 2016 al twee singles uitkwamen: De grootste liefde en Hartstilstand, beide vertalingen van liedjes van de Duitse zangeres Michelle. Hierna verschenen ook Kalispera Griekenland (een duet met Laura Lynn), Zon, zee en strand en Je verovert mijn hart (een duet met Luc Steeno) nog op single. 
In december 2017 beviel Lindsay van haar eerste kind. Ter gelegenheid van haar tienjarig jubileum als solo-artieste bracht ze in 2018 het dubbelalbum 10 jaar uit, dat naast haar grootste hits ook vijf nieuwe nummers bevatte. Het album kwam op nummer 1 binnen in de Vlaamse albumlijst. In 2019 nam Lindsay vervolgens een duettenalbum op met twaalf verschillende artiesten, waaronder Lisa del Bo, Bart Herman, De Romeo's, René Froger en Ianthe Tavernier. De titel van de plaat werd toepasselijk Samen.

## Discografie

### Albums
| Album met hitnotering(en) in de Vlaamse Ultratop 200 albums | Datum van verschijnen | Datum van binnenkomst | Hoogste positie | Aantal weken | Opmerkingen |
| ----------------------------------------------------------- | --------------------- | --------------------- | --------------- | ------------ | ----------- |
| De mooiste dag                                              | 14-08-2009            | 22-08-2009            | 1 (2wk)         | 14           | Goud        |
| 100%                                                        | 01-10-2010            | 16-10-2010            | 4               | 20           | Goud        |
| De sleutel van mijn hart                                    | 21-10-2011            | 29-10-2011            | 8               | 16           | Goud        |
| Het beste en meer - 5 zomers lang                           | 14-08-2012            | 25-08-2012            | 1 (2wk)         | 25           | Goud        |
| Liefde en muziek                                            | 30-03-2014            | 04-04-2014            | 5               | 39           | Goud        |
| Dichtbij                                                    | 07-08-2015            | 15-08-2015            | 3               | 23           |             |
| Liefde en vertrouwen                                        | 20-03-2017            | 25-03-2017            | 3               | 26           |             |
| 10 jaar                                                     | 27-04-2018            | 05-05-2018            | 1 (1wk)         | 24           |             |
| Samen                                                       | 26-07-2019            | 03-08-2019            | 2               | 11           |             |

### Singles
| Single met hitnotering(en) in de Vlaamse Ultratop 50 | Datum van verschijnen | Datum van binnenkomst | Hoogste positie | Aantal weken | Opmerkingen                                               |
| ---------------------------------------------------- | --------------------- | --------------------- | --------------- | ------------ | --------------------------------------------------------- |
| Liefde is meer dan een woord                         | 1993                  | 27-03-1993            | 50              | 1            | met Christoff Nr. 7 in de Vlaamse Top 10                  |
| We nemen elkaar zoals we zijn                        | 1996                  | 21-09-1996            | 13              | 13           | met Christoff Nr. 4 in de Vlaamse Top 10                  |
| Ik geef je wat ik geven kan                          | 1999                  | 20-11-1999            | tip11           | -            | met Christoff Nr. 4 in de Vlaamse Top 10                  |
| Van 's morgens vroeg tot 's avonds laat              | 13-06-2008            | 28-06-2008            | 5               | 11           | Nr. 1 in de Vlaamse Top 10                                |
| Kus me                                               | 13-02-2009            | 21-02-2009            | 12              | 6            | Nr. 2 in de Vlaamse Top 10                                |
| Ik lig nog steeds van jou te dromen                  | 10-07-2009            | 01-08-2009            | 10              | 4            | Nr. 1 in de Vlaamse Top 10                                |
| Zaterdagavond                                        | 18-09-2009            | 03-10-2009            | 5               | 5            | met Dennie, Mieke & Christoff Nr. 3 in de Vlaamse Top 10  |
| Voor 100%                                            | 09-07-2010            | 31-07-2010            | 11              | 5            | Nr. 1 in de Vlaamse Top 10                                |
| Deze nacht mag eeuwig duren                          | 22-10-2010            | 06-11-2010            | 19              | 5            | met The Sunsets Nr. 2 in de Vlaamse Top 10                |
| Een bosje bloemen voor je moeder                     | 24-01-2011            | 05-02-2011            | tip15           | -            | Nr. 5 in de Vlaamse Top 10                                |
| Als jij me kust (dan is het zomer)                   | 30-09-2011            | 29-10-2011            | 32              | 3            | Nr. 1 in de Vlaamse Top 10                                |
| Ik weet nog wat ik zei                               | 2012                  | 11-02-2012            | tip27           | -            | Nr. 2 in de Vlaamse Top 10                                |
| Ga met me mee                                        | 2012                  | 14-07-2012            | tip8            | -            | Nr. 3 in de Vlaamse Top 10                                |
| Op de scherven van mijn hart                         | 2012                  | 06-10-2012            | tip30           | -            | Nr. 3 in de Vlaamse Top 10                                |
| Het kan geen toeval zijn                             | 2012                  | 22-12-2012            | tip73           | -            |                                                           |
| Een liefde voor het leven                            | 2013                  | 18-05-2013            | tip12           | -            | Nr. 2 in de Vlaamse Top 10                                |
| Kom in mijn armen                                    | 2013                  | 05-10-2013            | 44              | 1            | met Christoff Nr. 1 in de Vlaamse Top 10                  |
| Dag en nacht                                         | 2014                  | 14-02-2014            | tip5            | -            | Nr. 1 in de Vlaamse Top 10                                |
| Bella romantica                                      | 2014                  | 23-05-2014            | tip8            | -            | Nr. 1 in de Vlaamse Top 10                                |
| Over alle zeven zeeën                                | 2014                  | 09-08-2014            | tip8            | -            | Nr. 1 in de Vlaamse Top 10                                |
| De kracht van mijn gevoel                            | 2014                  | 22-11-2014            | tip13           | -            | Nr. 4 in de Vlaamse Top 50                                |
| Duizend en één nacht                                 | 2015                  | 02-05-2015            | tip9            | -            | met Jan Smit Nr. 6 in de Vlaamse Top 50                   |
| Het mooiste meisje                                   | 2015                  | 25-07-2015            | tip26           | -            | Nr. 17 in de Vlaamse Top 50                               |
| Jij alleen                                           | 2015                  | 26-09-2015            | tip18           | -            | Nr. 11 in de Vlaamse Top 50                               |
| Tijd voor gezelligheid                               | 2016                  | 20-02-2016            | tip36           | -            | Nr. 14 in de Vlaamse Top 50                               |
| De grootste liefde                                   | 2016                  | 16-07-2016            | tip31           | -            | Nr. 17 in de Vlaamse Top 50                               |
| Hartstilstand                                        | 2016                  | 12-11-2016            | tip32           | -            | Nr. 17 in de Vlaamse Top 50                               |
| Kalispera Griekenland                                | 2017                  | 18-02-2017            | tip24           | -            | met Laura Lynn Nr. 14 in de Vlaamse Top 50                |
| Zon, zee en strand                                   | 2017                  | 27-05-2017            | tip40           | -            | Nr. 22 in de Vlaamse Top 50                               |
| Je verovert mijn hart                                | 2017                  | 26-09-2015            | tip15           | -            | met Luc Steeno Nr. 9 in de Vlaamse Top 50                 |
| Een verlangen te groot                               | 2018                  | 13-01-2018            | tip             | -            | Nr. 26 in de Vlaamse Top 50                               |
| Ware liefde                                          | 2018                  | 31-03-2018            | tip             | -            | Nr. 26 in de Vlaamse Top 50                               |
| 7x goed, 7x slecht                                   | 2018                  | 23-06-2018            | tip37           | -            | Nr. 18 in de Vlaamse Top 50                               |
| Kleine prinses                                       | 2018                  | 06-10-2018            | tip             | -            | Nr. 23 in de Vlaamse Top 50                               |
| Pak maar m'n hand                                    | 2019                  | 06-07-2019            | tip27           | -            | met Lissa Lewis Nr. 11 in de Vlaamse Top 50               |
| De klok tikt door                                    | 2019                  | 28-09-2019            | tip15           | -            | met Bart Herman Nr. 11 in de Vlaamse Top 50               |
| Jolene                                               | 2020                  | 08-02-2020            | tip8            | -            | met Lisa del Bo & Sasha Rosen Nr. 7 in de Vlaamse Top 50  |
| Dat is liefde                                        | 2021                  | 27-02-2021            | tip18           | -            | met Lisa del Bo & Sasha Rosen Nr. 11 in de Vlaamse Top 50 |

### Nummer 1-hits in de Vlaamse Top 10
- Van 's morgens vroeg tot 's avonds laat (12-07-2008)
- Ik lig nog steeds van jou te dromen (01 t/m 08-08-2009)
- Voor 100% (14-08-2010)
- Als jij me kust (29-10 t/m 05-11-2011)
- Kom in mijn armen (05-10-2013)
- Dag en nacht (15-03-2014 en 29-03 t/m 12-04-2014)
- Bella romantica (06-06-2014)
- Over alle zeven zeeën (06-09-2014)

### Onderscheidingen
- 2012: Anne's Vlaamse Muziek Award in de categorie 'Beste zangeres'
- 2013: Anne's Vlaamse Muziek Award in de categorie 'Beste zangeres'